# Награди „Оскар“ (54-та церемония)
Петдесет и четвъртата церемония по връчване на филмовите награди „Оскар“ се провежда на 29 март 1982 година. На нея се връчват призове за най-добри постижения във филмовото изкуство за предходната 1981 година. Събитието се провежда в „Дороти Чандлър Павилион“, Лос Анджелис, Калифорния. Водещ на представлението е шоуменът Джони Карсън.
Големият победител на вечерта, изненадващо, е британският филм „Огнените колесници“ на режисьора Хю Хъдсън, номиниран в 7 категории за наградата, печелейки 4 статуетки.
Сред останалите основни заглавия са епосът „Червените“ на Уорън Бийти, семейната драма „Край златното езеро“ на Марк Райдел, приключенският хит „Похитителите на изчезналия кивот“ на Стивън Спилбърг, ретро драмата „Рагтайм“ на Милош Форман и романтичното криминале „Атлантик сити“ на Луи Мал.
На 76-годишна възраст, главата на филмова фамилия, легендарният Хенри Фонда се превръща в най-възрастния носител на приза за най-добра мъжка роля. Отличието му идва съвсем на време, тъй като няколко месеца по-късно Фонда умира. Катрин Хепбърн печели своя рекорден четвърти „Оскар“ в категорията за най-добра женска роля.
На тази церемония, за първи път е представена категорията за най-добър грим.

## Филми с множество номинации и награди
| Долуизброените филми получават повече от 2 номинации в различните категории за настоящата церемония: - 12 номинации: Червените - 10 номинации: Край златното езеро - 8 номинации: Рагтайм, Похитителите на изчезналия кивот - 7 номинации: Огнените колесници - 5 номинации: Атлантик сити, Жената на френския лейтенант - 4 номинации: Артър - 3 номинации: Липса на умисъл, Само когато се смея, Монети от небето | Долуизброените филми получават повече от 1 награда „Оскар“ на настоящата церемония: - 4 статуетки: Огнените колесници, Похитителите на изчезналия кивот - 3 статуетки: Край златното езеро, Червените - 2 статуетки: Артър |

## Номинации и награди
Долната таблица показва номинациите за наградите в основните категории. Победителите са изписани на първо място с удебелен шрифт.
| Най-добър филм | Най-добър режисьор |
| --- | --- |
| - Огнените колесници - Атлантик сити - Край златното езеро - Похитителите на изчезналия кивот - Червените                                                                        | - Уорън Бийти – Червените - Луи Мал – Атлантик сити - Хю Хъдсън – Огнените колесници - Марк Райдел – Край златното езеро - Стивън Спилбърг – Похитителите на изчезналия кивот               |
| Най-добра мъжка роля | Най-добра женска роля |
| - Хенри Фонда – Край златното езеро - Уорън Бийти – Червените - Бърт Ланкастър – Атлантик сити - Дъдли Мур – Артър - Пол Нюман – Липса на умисъл                                 | - Катрин Хепбърн – Край златното езеро - Даян Кийтън – Червените - Марша Мейсън – Само когато се смея - Сюзан Сарандън – Атлантик сити - Мерил Стрийп – Жената на френския лейтенант        |
| Най-добра поддържаща мъжка роля | Най-добра поддържаща женска роля |
| - Джон Гилгуд – Артър - Джеймс Коко – Само когато се смея - Йън Холм – Огнените колесници - Джак Никълсън – Червените - Хауърд Ролинс – Рагтайм                                  | - Маурийн Стейпълтън – Червените - Мелинда Дилън – Липса на умисъл - Джейн Фонда – Край златното езеро - Джоан Хакет – Само когато се смея - Елизабет Макговърн – Рагтайм                   |
| Най-добър оригинален сценарий | Най-добър адаптиран сценарий |
| - Огнените колесници – Колин Уеланд - Липса на умисъл – Кърт Людке - Артър – Стив Гордън - Атлантик сити – Джон Гуеър - Червените – Уорън Бийти и Тревър Грифитс                 | - Край златното езеро – Ърнест Томпсън - Жената на френския лейтенант – Харолд Пинтър - Монети от небето – Денис Потър - Принца на града – Джей Алън и Сидни Лъмет - Рагтайм – Майкъл Уелър |
| Най-добра кинематография (операторско майсторство) | Най-добър чуждоезичен филм |
| - Червените – Виторио Стораро - Екскалибур – Алекс Томсън - Край златното езеро – Били Уилямс - Рагтайм – Мирослав Ондржичек - Похитителите на изчезналия кивот – Дъглас Слокомб | - Мефисто (Унгария) - Лодката е пълна (Швейцария) - Човек от желязо (Полша) - Кална река (Япония) - Трима братя (Италия)                                                                    |